# Босс (лунный кратер)
Кратер Боcc (лат. Boss) — крупный ударный кратер у восточного лимба видимой стороны Луны. Название дано в честь американского астронома Льюиса Босса (1846—1912) и утверждено Международным астрономическим союзом в 1964 г. Образование кратера относится к позднеимбрийскому периоду.

## Описание кратера

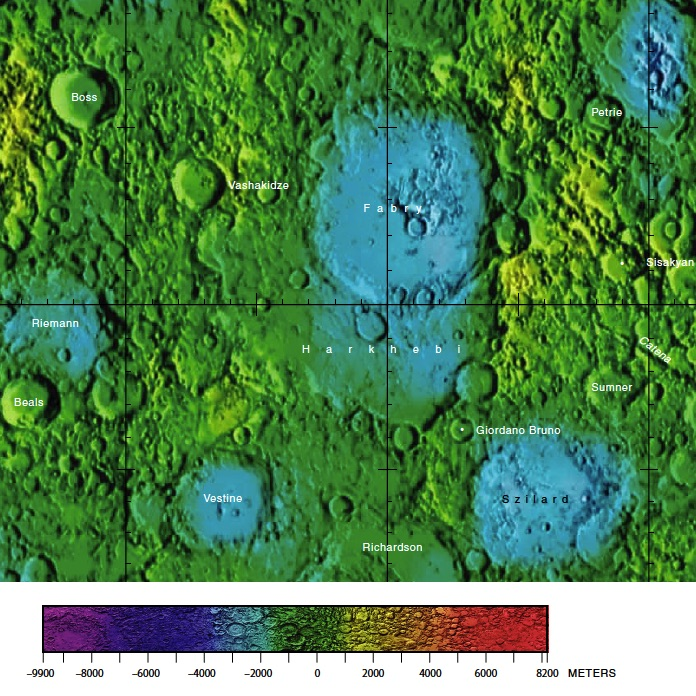
Окрестности кратера Босс. Фрагмент карты обратной стороны Луны.

Ближайшими соседями кратера являются кратер Вашакидзе на юго-востоке, а также кратеры Риман и Билс на юге. На севере-северо-западе от кратера находится Море Гумбольдта. Селенографические координаты центра кратера 45°45′ с. ш. 88°41′ в. д. / 45,75° с. ш. 88,68° в. д., диаметр 50,2 км, глубина 3,66 км.
Кратер имеет циркулярную форму и практически не подвергся разрушению последующими импактами. Вал кратера хорошо очерчен. Высота вала над окружающей местностью составляет 1100 м. Внутренний склон кратера широкий, имеет террасовидную структуру. Дно чаши кратера испещрено множеством мелких кратеров, имеется центральный пик с возвышением 1180 м, несколько смещённый к северу от центра. Объём кратера составляет приблизительно 1700 км³.

## Сателлитные кратеры
| Боcc | Координаты                                            | Диаметр, км |
| ---- | ----------------------------------------------------- | ----------- |
| A    | 52°13′ с. ш. 80°11′ в. д. / 52,21° с. ш. 80,18° в. д. | 29,2        |
| B    | 52°01′ с. ш. 78°08′ в. д. / 52,02° с. ш. 78,13° в. д. | 14,5        |
| C    | 52°16′ с. ш. 76°40′ в. д. / 52,26° с. ш. 76,67° в. д. | 22,8        |
| D    | 44°22′ с. ш. 87°35′ в. д. / 44,36° с. ш. 87,59° в. д. | 15,6        |
| F    | 54°10′ с. ш. 89°05′ в. д. / 54,17° с. ш. 89,09° в. д. | 30,5        |
| K    | 49°32′ с. ш. 81°09′ в. д. / 49,53° с. ш. 81,15° в. д. | 20,4        |
| L    | 50°51′ с. ш. 82°29′ в. д. / 50,85° с. ш. 82,48° в. д. | 41,0        |
| M    | 51°54′ с. ш. 83°52′ в. д. / 51,9° с. ш. 83,87° в. д.  | 12,9        |
| N    | 52°02′ с. ш. 85°48′ в. д. / 52,03° с. ш. 85,8° в. д.  | 15,4        |

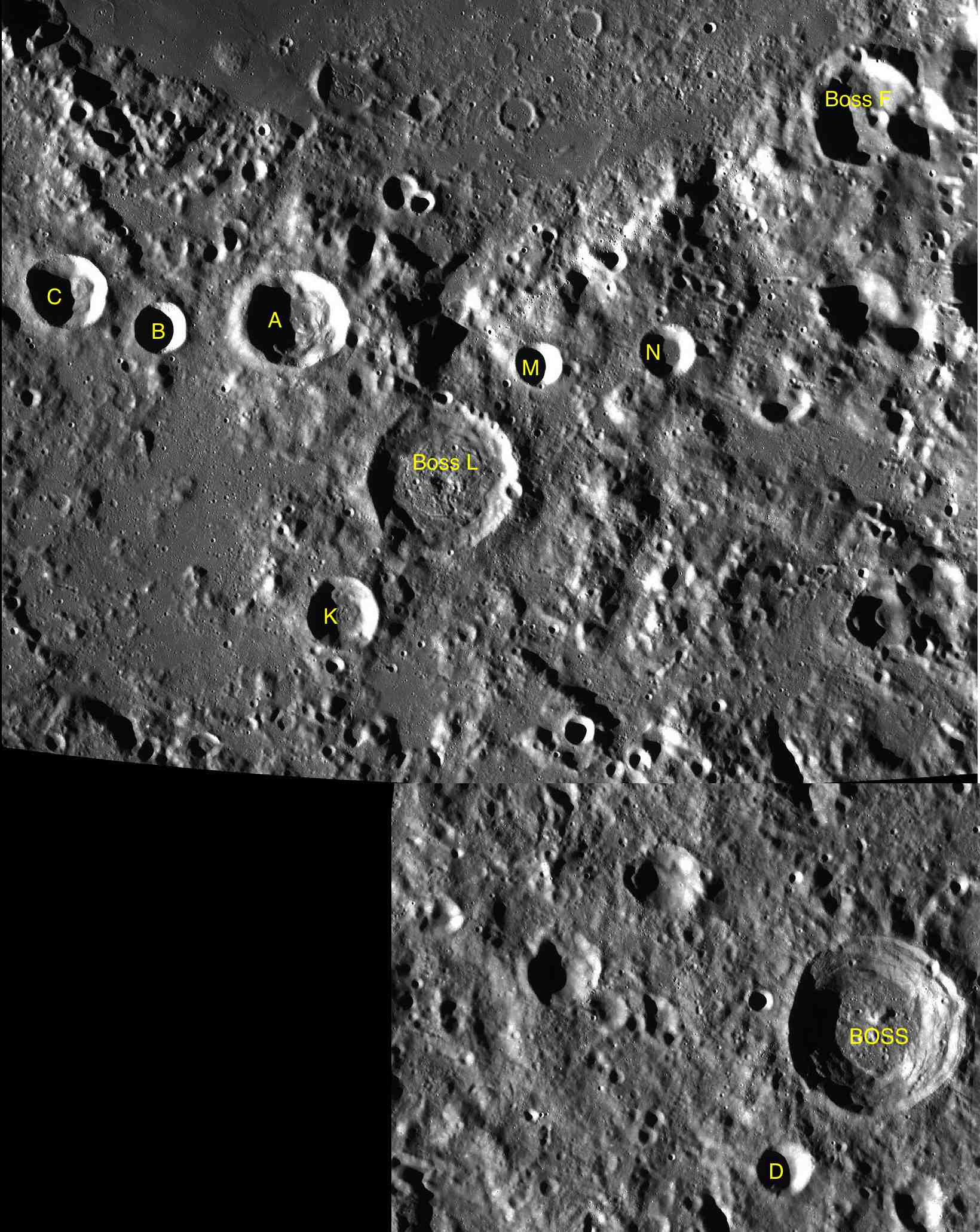
Фрагменты карт LAC-15, LAC-29.

- Образование сателлитного кратера Босс L относится к нектарскому периоду[1].